# آمیناتا سینینتا
آمیناتا سینینتا (انگلیسی: Aminata Sininta؛ زادهٔ ۲۳ دسامبر ۱۹۸۵) بازیکن زن بسکتبال اهل مالی است. وی در بازی‌های المپیک تابستانی ۲۰۰۸ شرکت کرده‌است.